# Поліна Дорошенко
Поліна Дорошенко — київська художниця та ілюстраторка.

## Життя і творчість
Народилася у травні 1989 року. Закінчила Національну академію образотворчого мистецтва й архітектури.
2013 року в оформленні Поліни Дорошенко вийшла збірка поезій для дітей «Мишки в сирі» Тетяни Коробкової (видавництво «Laurus»). Згодом Поліна проілюструвала «Лісову пісню» Лесі Українки для видавництва «Основи». Ще до виходу книжки навесні 2014 року ілюстрації до «канонічного» твору української письменниці бурхливо обговорювали у творчих колах. Утім, за словами художниці, відійти від традиційного оформлення «Лісової пісні» й обрати більш грайливий і сучасний формат її змусив той факт, що твір входить до шкільної програми з літератури. Такі речі часто сприймаються шаблонно, тож потрібен був свіжий погляд на класику.
У роботі Поліна Дорошенко поєднує різні техніки, найчастіше використовує для малюнків акрил, ручку, декупаж та італійський олівець.
Наразі Поліна працює у дизайн-студії Red Wooden Flag, де займається дизайном листівок, пакувального паперу та ілюстраціями до книг.
24 серпня 2023 року, на честь Дня Незалежності України, компанія Google розмістила на своєму сайті новий ґуґл-дудл, автором якого є Поліна Дорошенко. На тематичній заставці зображено парад українців, які демонструють гордість і впевненість, рухаючись у майбутнє.

## Книги з ілюстраціями Поліни Дорошенко
- збірка поезій для дітей "Мишки в сирі" Тетяна Коробкова (видавництво "Laurus")
- "Лісова пісня" Леся Українка (видавництво "Основи")
- "Байки Федра" переклад Володимира Литвинова (видавництво "Основи")
- Тіні забутих предків. Графічні історії Борис Філоненко,Pictoric (видавництво "Артбук")
- "Маєчка" Юлія Лактіонова (видавництво "Nebo Booklab Publishing")
- "Перше мереживо Стефанії" Юлія Лактіонова (видавництво "Nebo Booklab Publishing")
- "Що таке відпустка" Юлія Лактіонова (видавництво "Nebo Booklab Publishing")